# Duplo Exílio
Duplo Exílio (portugiesisch für: Doppeltes Exil) ist ein Filmdrama des portugiesischen Regisseurs Artur Ribeiro aus dem Jahr 2001.
Der Film basiert auf dem tatsächlich existierenden Programm der USA mit einer Reihe Staaten, in dessen Rahmen Straffällige ohne US-amerikanische Staatsbürgerschaft zurück in ihr Heimatland gebracht werden, und die dort dann häufig Anpassungsprobleme haben. Im Falle der betroffenen Portugiesen werden diese meist auf die portugiesischen Atlantikinseln Azoren und Madeira repatriiert, von wo traditionell die meisten portugiesischen Einwanderer in den USA stammen. Die größte und älteste portugiesische Diaspora in den USA befindet sich im nördlichen Teil der Ostküste der Vereinigten Staaten und kommt überwiegend von den Azoren, die in vielerlei Hinsicht ein bedeutender Faktor in den historischen Beziehungen zwischen Portugal und den Vereinigten Staaten sind.

## Handlung
David Santos wurde auf den Azoren geboren, wuchs jedoch in New Bedford, Massachusetts an der Ostküste der USA auf, wohin seine Eltern ausgewandert sind, als er noch ein Säugling war. Die Familie ist dort verwurzelt und kehrte nie auf die portugiesischen Insel zurück. Mit 24 Jahren lebt David nun in New York. Wie viele mit seiner Geschichte sah auch er nie einen Grund, sich einbürgern zu lassen und hat keinerlei Beziehungen zur portugiesischen Gemeinschaft oder zu Sprache und Kultur Portugals. Er arbeitet an einer Karriere als Schauspieler und jobbt bis dahin in einem Restaurant.
Eines Abends kommt ein alter Schulfreund in das Restaurant. Mike Sousa hat ebenfalls portugiesische Wurzeln, und die beiden fahren zusammen nach Hause. Diese Heimfahrt jedoch wird zum Albtraum, als Mike plötzlich eine Tankstelle überfällt und David dafür beschuldigt wird. Er kommt in Haft und erfährt dort von einem Gesetz, das bei Straffälligen ohne US-amerikanische Staatsangehörigkeit die Rücksendung in ihr Geburtsland vorsieht.
Machtlos muss David seine sogenannte „Repatriierung“ erleben und kommt auf seine Geburtsinsel zurück, die ihm in jeder Hinsicht gänzlich fremd und zudem völlig anders als New York ist. Als Repatriado stößt er hier überall auf Ablehnung, zudem macht es ihm die Sprachbarriere zusätzlich schwer, sich in der fremden Umgebung einzufinden. Der patenten Isabel jedoch fällt der introvertierte David bereits am Flughafen auf, wo sie zur Maschine mit Repatriierten aus den USA fährt und umsonst auf die Rückkehr ihres Bruders Diogo hofft, der vor langen Jahren mit dem Vater in die USA ging und nie von sich hat hören lassen. Sie spricht David später in Ponta Delgada an. Die beiden lernen sich kennen, und als sie erfährt, dass er Schauspieler ist, schlägt sie vor, dass David ihren Bruder Diogo spielt, um der todkranken Mutter eine letzte Freude vor ihrem Tod zu machen. David willigt ein, verlangt als Gegenleistung aber einen Reisepass mit Diogos Namen und seinem Foto, um in die USA zurückkehren zu können. Isabel ist im Besitz der Geburtsurkunde des Bruders und macht den Identitätsdiebstahl so auf legale Weise möglich.
Wie vereinbart zieht David nun in das abgelegene, an einem See liegende Haus von Isabels Mutter. Dort lebt auch Isabels Schwester, die introvertierte Ana, die weder Isabels Plan noch David mag. Die forsche Isabel zeigt ihm dessen ungeachtet alte Familienfotos mit Diogo und führt ihn auf der Insel herum, deren Schönheiten David aber kaum beachtet, zu sehr ist er auf seinen Plan zur Rückkehr nach New York fixiert. Als Isabel herausfindet, wo David geboren wurde, fährt sie ihn hin, jedoch stößt ihn das arm und hässlich anmutende, winzige Fischerdorf ab, das das genaue Gegenteil seines New Yorks ist.
Über das gemeinsame Interesse an Literatur legt Ana derweil ihre anfängliche Abneigung gegen David langsam ab und beginnt, sich für ihn zu interessieren. Die beiden kommen sich nun immer näher.
Dann überschlagen sich die Ereignisse: erst stirbt die Mutter, dann entdeckt David, dass Isabel seinen Pass bereits erhalten, aber noch nicht ausgehändigt hat, und schließlich verliest der Notar bei der Testamentseröffnung den letzten Willen der verstorbenen Mutter, der eine Dreiteilung des Erbes an alle drei Kinder vorsieht, jedoch nur, wenn alle drei auch zusammen anwesend sind. Dank des Passes rettet David die Situation, stellt Isabel danach aber zur Rede. Zu seinem und Anas Erstaunen gesteht sie nun, dass sie in New York auf der Suche nach Vater und Bruder war, als er verhaftet wurde, und dass Mike Sousa und dessen Vater in Wahrheit eben die verschwundenen Bruder und Vater sind, die aber schon lange Namen und Lebenswandel gewechselt hatten. Sie wollte die beiden dazu bewegen, die kranke Mutter noch einmal zu besuchen, doch die interessierten sich nicht für ihre alte Familie, so dass Isabel diesen neuen Plan mit David fasste und ihn erwartete.
Verärgert fliegt er mit seiner neuen Identität als Diogo zurück in die USA. Dort jedoch lässt ihn die Einwanderungsbehörde nicht einreisen, da die Namen Diogos und des Vaters als illegale Einwanderer gesucht werden. In einem schnellen Telefonanruf teilt er Diogo und dessen Vater noch mit, dass er der Einwanderungsbehörde INS alles über sie sagen werde und lässt die beiden so mit der Furcht vor einer baldigen Entdeckung zurück. Dann fliegt er mit der Maschine, mit der er gerade eintraf, gleich wieder zurück auf die Azoren, wo er, nach einem klärenden Gespräch, schließlich mit Ana zusammenkommt und Zukunftspläne schmiedet.

## Produktion und Rezeption
Der Film wurde im Sommer und Herbst 2000 in New York City und auf São Miguel gedreht und von den Filmproduktionsgesellschaften AS - Produções Cinematográficas (Portugal), Mos Productions (USA) und Senza Pictures (USA) zusammen dem portugiesischen öffentlich-rechtlichen Fernsehsender RTP produziert, mit finanzieller Unterstützung der portugiesischen Filmförderungsanstalt ICAM (heute ICA}).
Er feierte seine Premiere am 1. März 2001 beim Fantasporto Filmfestival und kam am 13. April 2001 in die portugiesischen Kinos, wo er 4.669 Zuschauer zählte.
Duplo Exílio erschien 2007 in Portugal als DVD bei Costa do Castelo Filme.